# Nicki Nicole
Nicki Nicole, pseudonimo di Nicole Denise Cucco (Rosario, 25 agosto 2000), è una cantante argentina.

## Biografia
Nata a Rosario, Nicki Nicole è salita alla ribalta grazie al singolo Nicki Nicole: Bzrp Music Sessions, Vol. 13, realizzato con il produttore discografico argentino Bizarrap, che è arrivato 3º nella Argentina Hot 100.
Nel 2020 ha pubblicato il suo singolo da solista Colocao, che ha conquistato la 6ª posizione della classifica argentina e la 48ª della classifica spagnola redatta dalla Productores de Música de España, ed ha ottenuto un disco d'oro in Argentina, in Spagna e Messico. Ad agosto del medesimo anno è stato presentato il brano Mamichula, contenuto nel primo album in studio di Trueno, che si è posizionato sia al vertice della Hot 100 argentina che della classifica spagnola. Conseguendo ciò, Nicki Nicole è diventata la prima artista femminile argentina ad occupare il numero uno della classifica nazionale.
Il successo ottenuto nel corso del 2020 le ha fruttato una candidatura ai Latin Grammy come miglior artista emergente e agli MTV Europe Music Awards come miglior artista America Latina meridionale. Ai Premios Gardel, i principali premi musicali dell'Argentina, ha conseguito ventitré nomination, vincendone quattro.
Nell'ottobre 2021 è stato presentato il disco Parte de mí, che si è classificato 12º in Spagna.

## Discografia

### Album in studio
- 2019 – Recuerdos
- 2021 – Parte de mí
- 2023 – Alma
- 2024 – Naiki

### Singoli
- 2019 – Wapo traketero
- 2019 – Nicki Nicole: Bzrp Music Sessions, Vol. 13 (con Bizarrap)
- 2019 – Años luz
- 2019 – Fucking Diablo
- 2020 – Colocao
- 2020 – Mala vida
- 2020 – Verte (con Dread Mar I e Bizarrap)
- 2021 – Ella no es tuya (Remix) (con Rochy RD e Myke Towers)
- 2021 – Venganza (con i No Te Va Gustar)
- 2021 – No toque mi Naik (con Lunay)
- 2021 – Tu fanático (Remix) (con Pedro Capó e De La Ghetto)
- 2021 – Me has dejado (con Delaossa)
- 2021 – YaMeFui (con Bizarrap e Duki)
- 2021 – Toa la vida (con Mora)
- 2021 – Parte de mí
- 2021 – Baby
- 2021 – Pensamos (con Mon Laferte)
- 2021 – Pa' mis muchachas (con Christina Aguilera e Becky G feat. Nathy Peluso)
- 2021 – Sabe (con Rauw Alejandro)
- 2021 – Otra noche (con gli Ángeles Azules)
- 2021 – Formentera (con Aitana)
- 2022 – Entre nosotros RMX (con Tiago PZK, Lit Killah e María Becerra)
- 2022 – Arrepentío (con Aleesha, Taichu e Juicy Bae)
- 2022 – Nota (con Eladio Carrión)
- 2022 – Intoxicao (con Emilia)
- 2022 – Naturaleza (con Camilo)
- 2022 – Nobody like Yo
- 2022 – Grillz (con Alemán)
- 2022 – La terapia remix (con Young Cister e Álvaro Díaz)
- 2022 – Frío
- 2022 – Marisola (Remix) (con Cris MJ, Duki e Standly)
- 2023 – No voy a llorar
- 2023 – ¿Qué le pasa conmigo? (con Rels B)
- 2023 – Paz (con Morad)
- 2023 – 8 AM (con Young Miko)
- 2023 – Caen las estrellas (con YSY A)
- 2023 – Dispara (con Milo J)
- 2023 – X eso BB (con Jere Klein)
- 2023 – Otra noche (con La K'onga)
- 2023 – Enamórate (con Bad Gyal)
- 2023 – Alumbre (con Milo J)
- 2024 – Una foto remix (con Mesita, Tiago PZK e Emilia)
- 2024 – Ojos verdes
- 2024 – Desquite (con Grupo Frontera)
- 2024 – Cafecito (con Gordo e Sech)
- 2024 – Perros&Gatas (con Saiko)
- 2024 – Doctor (con Luck Ra)
- 2024 – Somos 3 (con Lit Killah)
- 2024 – Perfume (con Bhavi)
- 2024 – Forty
- 2024 – Sheite
- 2024 – We Love That Shit (con Khea)
- 2024 – Máscara (con Duki)
- 2025 – Blackout (con Emilia e Tini)
- 2025 – Hace rato (con i Miranda!)

## Tournée
- 2021/22 – Parte de mí tour
- 2023/24 – Nicki Nicole abre su alma tour

## Programmi televisivi
- La firma (2023) – Membro di giuria

## Riconoscimenti
- Heat Latin Music Awards

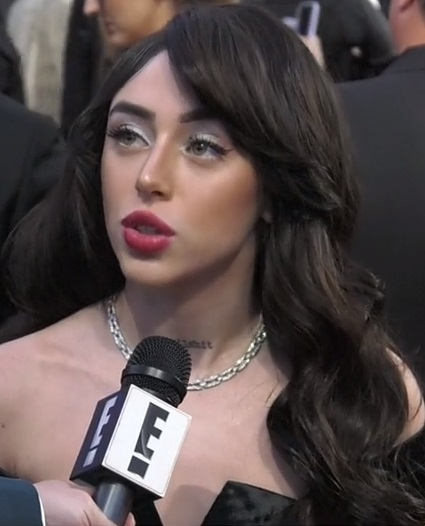
Nicki Nicole ai Latin Grammy, 19 novembre 2021

  - 2022 – Candidatura al Miglior artista meridionale[21]
  - 2022 – Miglior video musicale per Entre nosotros RMX[21]
  - 2023 – Candidatura al Miglior artista meridionale[22]
  - 2024 – Candidatura alla Miglior artista femminile[23]
  - 2024 – Candidatura al Miglior artista meridionale[23]

- iHeartRadio Music Awards
  - 2022 – Candidatura al Miglior nuovo artista latino[24]

- Kids' Choice Awards
  - 2024 – Artista latino preferito[25]

- Kids' Choice Awards México
  - 2023 – Candidatura alla Celebrità argentina[26]
  - 2024 – Artista latino[27]

- Latin Grammy Awards
  - 2020 – Candidatura al Miglior artista emergente[9]
  - 2022 – Candidatura alla Registrazione dell'anno per Pa' mis muchachas[28]
  - 2022 – Candidatura alla Canzone dell'anno per Pa' mis muchachas[28]
  - 2022 – Candidatura alla Miglior interpretazione urban/fusion per Pa' mis muchachas[28]
  - 2023 – Candidatura al Miglior album urban per Alma[29]
  - 2023 – Candidatura alla Miglior canzone hip hop/rap per Dispara[29]

- LOS40 Music Awards
  - 2021 – Miglior artista rivelazione latina[30]
  - 2022 – Candidatura alla Miglior canzone spagnola per Formentera[31]
  - 2022 – Miglior collaborazione spagnola per Formentera[32]

- MTV Europe Music Awards
  - 2021 – Candidatura al Miglior artista America Latina meridionale[33]
  - 2023 – Candidatura al Miglior artista America Latina meridionale[34]

- MTV Millennial Awards
  - 2021 – Candidatura al Miglior artista argentino[35]
  - 2022 – Candidatura al Miglior artista argentino[36]
  - 2023 – Artista con più flow[37]
  - 2023 – Candidatura al Perreo supremo per Marisola (Remix)[38]
  - 2023 – Candidatura allo Stilista dell'anno[38]

- Premios Gardel
  - 2020 – Candidatura al Miglior album o canzone urban/trap per Recuerdos[11]
  - 2020 – Candidatura alla Miglior collaborazione urban/trap per Shortie[11]
  - 2021 – Candidatura alla Canzone dell'anno per Colocao[12]
  - 2021 – Candidatura al Miglior album o canzone urban/trap per Colocao[12]
  - 2021 – Candidatura al Miglior album o canzone urban/trap per Mamichula[12]
  - 2021 – Miglior collaborazione urban/trap per Mamichula[16]
  - 2021 – Candidatura alla Miglior collaborazione urban/trap per Verte[12]
  - 2022 – Miglior album urban per Parte de mí[17]
  - 2022 – Candidatura alla Miglior canzone urban per Cambiando la piel[17]
  - 2022 – Miglior collaborazione urban per Cambiando la piel[17]
  - 2023 – Candidatura alla Miglior canzone urban per Frío[13]
  - 2023 – Candidatura alla Miglior collaborazione urban per Entre nosotros RMX[13]
  - 2024 – Candidatura alla Canzone dell'anno per Dispara[14]
  - 2024 – Candidatura alla Registrazione dell'anno per Dispara[14]
  - 2024 – Miglior album urban per Alma[18]
  - 2024 – Candidatura alla Miglior canzone urban per 8 AM[14]
  - 2024 – Candidatura alla Miglior collaborazione urban per Dispara[14]
  - 2025 – Candidatura alla Canzone dell'anno per Ojos verdes[15]
  - 2025 – Candidatura alla Registrazione dell'anno per Ojos verdes[15]
  - 2025 – Candidatura al Miglior album urban per Naiki[15]
  - 2025 – Candidatura alla Miglior canzone tropicale/cumbia per Ojos verdes[15]
  - 2025 – Candidatura alla Miglior canzone urban per Máscara[15]
  - 2025 – Candidatura alla Miglior collaborazione urban per We Love That Shit[15]

- Premio Lo Nuestro
  - 2021 – Miglior artista rivelazione femminile[39]
  - 2021 – Candidatura al Video dell'anno per Mala vida[39]
  - 2022 – Candidatura all'Artista urban femminile dell'anno[40]
  - 2023 – Candidatura alla Canzone regionale messicana dell'anno per Otra noche[41]
  - 2023 – Candidatura al Remix dell'anno per Entre nosotros RMX[41]
  - 2024 – Candidatura all'Artista urban femminile dell'anno[42]
  - 2025 – Candidatura all'Artista urban femminile dell'anno[43]

- Premios Juventud
  - 2021 – Candidatura alla Nuova generazione femminile[44]
  - 2022 – Candidatura all'Artista femminile in ascesa[45]
  - 2022 – Candidatura alla Miglior canzone di una coppia per Dangerous[45]
  - 2022 – Candidatura alla Miglior fusione regionale messicana per Otra noche[45]
  - 2022 – Candidatura all'Artista femminile della gioventù[45]
  - 2023 – Candidatura al Girl Power per Intoxicao[46]

- Premios Tu Música Urbano
  - 2022 – Candidatura alla Miglior star femminile in ascesa[47]
  - 2022 – Candidatura all'Album di un'artista femminile dell'anno per Parte de mí[47]
  - 2022 – Video di un nuovo artista dell'anno per Entre nosostros RMX[48]
  - 2023 – Candidatura alla Miglior artista femminile[49]
  - 2023 – Candidatura al Remix dell'anno per Marisola (Remix)[49]

- Spotify Awards
  - 2020 – Candidatura all'Artista emergente[50]